# Stefan Themerson
Stefan Themerson (n. 25 ianuarie 1910, Płock - d. 6 septembrie 1988, Londra) a fost un artist avangardist, prozator, poet, eseist, filosof, regizor și compozitor, creator al conceptului de poezie semantică. Scria in trei limbi: polonă, franceză și engleză.

## Date biografice
S-a născut în Płock, într-o familie de medici (tatăl lui a fost Mieczysław Themerson, unul dintre colaboratorii lui Aleksander Maciesza). Între anii 1914-1918 a trăit cu parinții săi în Rusia (la Riga, Petersburg, Velikiye Luki și Vilnius). După întoarcerea sa în Polonia, a fost elev la Liceul Vladislav Jagello din Płock; a avut o pauză de la școală de un an, din cauza bolii. În 1928 a laut examenul de bacalaureat și apoi a plecat la studii în Varșovia. A studiat timp de un an fizica la Universitatea din Varșovia, iar în 1929 s-a mutat la Facultatea de Arhitectură de la Politehnica din Varșovia. Între timp, în 1927, a început să experimenteze în domeniul fotografiei și filmului – se ocupa, printre altele, de fotograme și fotomontaje. În 1929 a cunoscut-o pe Franciszka Weinles, cu care s-a căsătorit doi ani mai târziu.
Între anii 1930-1937, alături de soția sa a regizat, folosind tehnici inovatoare, cinci filme avangardiste (printre care Farmacie și Aventurile omului vrednic – cel din urmă s-a păstrat, spre deosebire de restul realizărilor sale de dinainte de război), care sunt considerate esențiale pentru istoria filmelor experimentale și avangardiste din Polonia. Filmele acestea erau create în principal cu ajutorul unui aparat original, care făcea posibilă fotografierea în rafală cu obiecte puse pe calc transparent. De asemenea, soții Themerson au redactat revista „f.a.” dedicată filmului artistic.
Deja înainte de război, Stefan Themerson s-a interesat de scris și poezie – publica, printre altele, povești populare pentru copii, scrise cu rimă, ca: Narodziny liter (Nașterea literelor), Nasi ojcowie pracują (Parinții noștri lucrează), Przygody Marcelianka Majster-Klepki (Aventurile lui Marcelianek Meșteșugarul).
În 1937 a plecat, împreună cu soția sa Franciszka, la Paris. Pe data de 3 septembrie 1939, soții Themerson s-au oferit voluntari în armata poloneză din Franța. În 1940, Franciszka a reușit să plece în Anglia, iar Stefan i s-a alăturat doi ani mai târziu. Între timp, a scris primul său roman, Wykład profesora Mmaa (Prelegerea profesorului Mmaa), publicat cu o introducere scrisă de către Bertrand Russell în 1953. Între anii 1943-1946 a colaborat cu revista lunară din Londra, Nowa Polska (Polonia Nouă), iar împreună cu soția sa a realizat două filme (printre care se numără și Calling Mr. Smith, film propagandistic experimental). În 1948, împreună cu soția sa, a înființat editura Gaberbocchus Press, având ca scop publicarea așa ziselor bestlookers – cărți cu design grafic original; a fost director până în 1979. În 1948, într-un roman scurt, Bayamus a elaborat unica teorie de poezie semantică, fiind un rezultat al experimentelor lui cu notația grafică nelineară care conducea la înlocuirea cuvintelor cu definițiile lor. A câștigat recunoaștere internațională ca autor de romane, romane scurte și eseuri, amestecând grotescul cu filosofia și depășind ușor limitele genurilor literare (de exemplu, în romanul polițist Tom Harris). Opera lui a fost tradusă în opt limbi și a avut multe ediții în toată lumea.

## Opera

### Poezie
- Dno nieba 1943 (Capătul cerului)
- Jestem czasownikiem czyli zobaczyć świat inaczej 1993 (Sunt verb, adică a vedea lumea altfel)
- Collected Poems 1997 (Poezii culese)
- Wiersze wybrane 1939-1945 2003 (Poezii alese 1939-1945)

### Poezie pentru copii
- Nasi ojcowie pracują 1933 (Părinții noștri lucrează)

### Proză
- Historia Felka Strąka 1930 (Istoria lui Felek Strąk)
- Pan Tom buduje dom 1950 (Domnul Tom construiește casă)
- Przygody Pędrka Wyrzutka 1951 (Aventurile lui Pędrek Proscrisul)
- Wykład Profesora Mmaa 1953 (Prelegerea Profesorului Mmaa)
- Kardynał Pölätüo 1961 (Cardinalul Pölätüo)
- Tom Harris 1967
- Generał Piesc i inne opowiadania 1980 (Generalul Piesc și alte nuvele)
- Euklides był osłem 1986 (Euclid a fost măgar)
- Wyspa Hobsona 1988 (Insula lui Hobson)
- Krytycy i mój gadatliwy pies 2001 (Criticii și câinele meu guraliv)
- Hau! Hau! Czyli kto zabił Ryszarda Wagnera? 2004  (Ham! Ham! Sau cine l-a omorât pe Richard Wagner)
- Faktor T 2004 (Factorul T)

### Altele
- Kurt Schwitters in England : 1940-1948 1958 (Kurt Schwitters în Anglia 1940-1948)
- Święty Franciszek i wilk z Gubbio (opera semantyczna) 1972 (Sfântul Francisc și lupul din Gubbio; opera semantică)

## Filmografie (împreună cu soția sa Franciszka)[11]
- Apteka (Farmacie) – fotograme în mișcare, alb-negru, mut, 35 mm, 3 minute, Varșovia 1930, film pierdut, încercarea de reconstrucție de văzut pe pagina Muzeului de Arta Contemporană din Varșovia
- Europa – pe baza poematului lui Anatol Stern sub același titlu, alb-negru, mut, 35mm, 15 minute, Varșovia 1931/1932, film pierdut
- Drobiazg Melodyjny (Fleacul melodic) –fotograme în mișcare pentru muzica lui Ravel, realizat pentru firma de galanterie a lui Wanda Golińska, alb-negru, sonor, 35 mm, 3 minute, 1933, film pierdut
- Zwarcie (Scurtcircuit) – film comandat de Institutul de Probleme Sociale din Varșovia, muzică Witold Lutosławski, alb-negru, sonor, 35 mm, 10 minute, Varșovia 1935, film pierdut
- Przygoda Człowieka Poczciwego  (Aventura Omului Vrednic) –humorescă irațională după scenariul propriu, muzică Stefan Kisielewski, alb-negru, sonor, 35mm, 10 minute, Varșovia 1937
- Calling Mr. Smith (Chemându-l pe Domnul Smith) – filmul comandat de Oficiul de Film al Ministerului de Informații si Documentare al Guvernului în exil al Republicii Polonia din Londra după scenariul propriu cu folosirea fotografiilor si a filmelor documentare, muzica lui Bach, Szymanowski si a lui Horst Wessel Lied, color, sonor, 35mm, 10 minute, Londra 1943
- The Eye & The Ear  (Ochiul și urechea) – filmul comandat de Oficiul de Film al Ministerului de Informații si Documentare al Guvernului în exil al Republicii Polonia din Londra, fotograme in mișcare, muzică Karol Szymanowski, alb-negru, sonor, 35 mm, 10 minute, Londra 1944/45